# Bill Lienhard
Pour les articles homonymes, voir Lienhard.
William Barner « Bill » Lienhard, né à Slaton (Texas) le 14 janvier 1930  et mort à Lawrence (Kansas) le 8 février 2022, est un ancien joueur américain de basket-ball. Il évolue au poste d'ailier. 

## Palmarès
- Champion olympique 1952